# Hans Werner Grohn

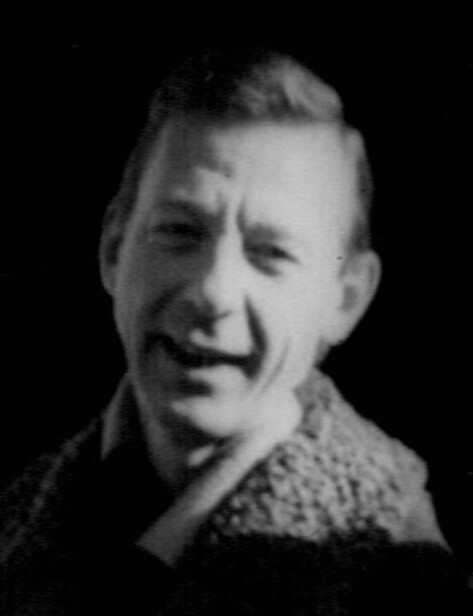
Hans Werner Grohn (Januar 1968)

Hans Werner Grohn (* 12. März 1929 in Hagen; † 9. Juli 2009 in Hannover) war ein deutscher Kunsthistoriker und Museumsdirektor.

## Werdegang
Geboren in Hagen, verbrachte der Sohn des zunächst in der Industrie tätigen Chemikers und späteren Universitätsprofessors Hans Grohn und dessen Ehefrau Hertha, geb. Grün seine Jugend hauptsächlich in Berlin. Nach dem Beginn des Studiums der Kunstgeschichte in Greifswald kehrte er nach Berlin zurück, wo er an der Humboldt-Universität zu Berlin studierte. Seine Dissertation verfasste er 1952 bei Professor Richard Hamann zum Thema Das Porträt des Manierismus in der Toscana. Bereits während des Studiums lernte er seine spätere Ehefrau, die Kunsthistorikerin Ursel Grohn, geb. Schönrock (1927–2020), kennen, die er 1958 heiratete.
Bereits während des Studiums volontierte er bei Ludwig Justi – der bis zu seiner Absetzung durch die Nationalsozialisten 1933 Direktor der Berliner Nationalgalerie gewesen war und 1946 vom Berliner Magistrat zum Generaldirektor der Staatlichen Museen im Ostteil Berlins berufen wurde. Mit seiner Promotionsurkunde erhielt Grohn dann eine Assistenten- und Kustosstelle bei Justi. Bei dem Ausmaß der Zerstörungen der Stadt und dem ruinösen Zustand der Museumsinsel erwarteten Grohn gewaltige Aufgaben. Als die nach dem Kriegsende in die Sowjetunion verbrachten kostbaren Gemälde der Dresdener Kunstsammlungen 1955 nach Deutschland zurückkehren sollten, wurden Hans Werner Grohn und Ursel Grohn nach Leningrad entsandt, um die Kulturgüter im Keller der Eremitage zu katalogisieren und zu verpacken. Die Rückkehr der Werke war auch ein politischer Akt, welcher der deutschen Öffentlichkeit durch die repräsentative Ausstellung „Schätze der Weltkultur von der Sowjetunion gerettet“ in Berlin bekannt gemacht wurde. Sowohl die Organisation der Schau unter schwierigsten Bedingungen als auch ihre kunsthistorisch-didaktische Zielsetzung führten zu einem vollen Erfolg und bestätigten Grohn als einen Kenner seines Fachs. Er wurde zum Kustos (Leiter) der Sammlung des ehemaligen Kaiser-Friedrich-Museums in der Gemäldegalerie der Staatlichen Museen in Ost-Berlin ernannt.
1960, drei Jahre nach dem Tode von Justis und ein Jahr vor der Errichtung der Mauer, entschlossen sich Grohn und seine Frau, die inzwischen Direktorin der Berliner Skulpturensammlung geworden war, unter Aufgabe ihres gesamten Besitzes in den Westteil der Stadt zu fliehen, um dem wachsenden Druck der politischen Verhältnisse zu entgehen. Die mit seiner Übersiedlung in die Bundesrepublik verbundenen beruflichen Probleme fanden einen ersten Ausgleich durch Stipendien, die es ihm in den folgenden Jahren erlaubten, die bereits in Berlin begonnenen Forschungen wieder aufzunehmen, zunächst in Würzburg und anschließend am Deutschen Kunsthistorischen Institut in Florenz und der Bibliotheca Hertziana in Rom. Für die Frankfurter Allgemeine Zeitung und ARD-Sender berichtete er über Kulturereignisse in Italien.
Im April 1968 wurde Grohn als Nachfolger von Dietrich Roskamp Oberkustos und Abteilungsdirektor an der Hamburger Kunsthalle In seine Hamburger Dienstjahre fiel Ende 1970 der Ankauf von dem Caspar David Friedrich zugeschriebenen Gemälde Der Wanderer über dem Nebelmeer und die mit dem damaligen Museumsdirektor Werner Hofmann organisierte Caspar David Friedrich-Ausstellung im Jahre 1974 mit 95 Friedrich-Leinwand-Gemälden und 137 Zeichnungen und Grafiken – darunter „viele Leihgaben aus Kopenhagen, Leningrad, Moskau, Oslo, Prag, Wien, aus Dresden und vielen anderen Städten der damaligen DDR“ – und einer daher resultierenden bis dahin unbekannt hohen Besucherzahl für die Hamburger Kunsthalle.
Zum 1. Oktober 1975 wurde Grohn nach Hannover als Nachfolger von Harald Seiler Direktor des Niedersächsischen Landesmuseums, in dem neben der Landesgalerie auch die Sammlungen der Urgeschichte und der Natur- und Völkerkunde bewahrt werden. Er hat die Neuordnung dieses umfangreichen Besitzes mit Erfolg gemeistert und durch bedeutende Ausstellungen den Blick auch auf weniger beachtete Bestände des Museums gelenkt. In seine Ära fielen für die Gemäldegalerie wertvolle Ankäufe von Werken der Künstler Agnolo Bronzino, Bernardo Bellotto, Giovanni Battista Tiepolo, Salomon van Ruysdael, Nicolaes Pietersz. Berchem, Michiel Sweerts, Théo van Rysselberghe und Claude Monet. Ende Mai 1992 trat er in den Ruhestand. Er war Rotarier.

## Veröffentlichungen (Auswahl)
- Das Porträt des Manierismus in der Toskana, Dissertation Berlin 1952.
- Hans Holbein der Jüngere. Bildniszeichnungen, Dresden 1956.
- Vincent van Gogh, Leipzig 1959.
- Caspar David Friedrich, Ausstellungskatalog, Hamburg Kunsthalle 1974.
- Drei Denkmalsentwürfe von Caspar David Friedrich. In: Niederdeutsche Beiträge zur Kunstgeschichte 16, 1977, S. 121–132.
- Ein neu erworbenes Bildnis der Niedersächsischen Landesgalerie Hannover und die Selbstporträts des Wallerant Vaillant. In: Niederdeutsche Beiträge zur Kunstgeschichte 19, 1980, S. 137 ff.
- Ein unveröffentlichtes Werk des Bronzino. In: Niederdeutsche Beiträge zur Kunstgeschichte 21, 1982, S. 58 ff.
- Von Cranach bis Monet. Zehn Jahre Neuerwerbungen, Hannover 1985.
- Venedigs Ruhm im Norden. Die großen venezianischen Maler des 18. Jahrhunderts, ihre Auftraggeber und ihre Sammler, Ausstellungskatalog, Hannover 1991.
- Niedersächsisches Landesmuseum Hannover. Die italienischen Gemälde. Kritischer Katalog, Hannover 1995.